# Flagge Neukaledoniens
Das französische Überseegebiet Neukaledonien führt die Flagge der Republik, die Flagge Frankreichs. Seit 2010 gibt es einen Wunsch des Regionalparlaments, dass neben der Flagge der Republik auch die Flagge der Unabhängigkeits-Partei Front de Libération National Kanak Socialist (FLNKS) als offizielle Flagge Neukaledoniens gelten soll. Obwohl dieser Wunsch bisher nicht rechtlich erfüllt worden ist, weht heute vielerorts diese umstrittene Flagge.

## Beschreibung und Bedeutung der FLNKS-Flagge
Blau steht für die Stämme der Küste, Grün für die Stämme der Berge und Rot für die Allianz, die sie verbindet, das Blut der Vorfahren und den Kampf. Die gelbe Scheibe symbolisiert die Sonne und das Leben. Der Speer, der auf Dächern als Symbol dient, gedenkt der Vorfahren und steht für die Souveränität der Kanaken. Er findet sich auch auf der Flagge der Regierung Neukaledoniens.
Teilweise wird die Flagge auch im Format 2:3 verwendet, wenn sie neben der französischen Trikolore gesetzt wird, um beide Flaggen in einer gleichen Größe darzustellen.

## Geschichte
Seit langem war schon die Flagge der FLNKS als inoffizielle Flagge Neukaledoniens weit verbreitet bei Unabhängigkeits-Verfechtern. Sie wurde von ihnen am 24. September 1984 angenommen und erstmals am 1. Dezember gesetzt. Die FLNKS ist eine Partei, welche die Unabhängigkeit Neukaledoniens anstrebt. Dieser Flaggenstreit führte zu einer politischen Instabilität.
Am 13. Juli 2010 formulierte das Regionalparlament, der sogenannte Kongress Neukaledoniens, den Wunsch, dass neben der französischen Trikolore zukünftig auch die FLNKS-Flagge offizielle Flagge Neukaledoniens werden soll. Beide Flaggen wurden am 17. Juli gemeinsam erstmals beim Besuch durch Frankreichs Premierminister François Fillon vor dem Hochkommissariat gesetzt, trotz der juristischen Fragwürdigkeit. Der Kongress Neukaledoniens ist durch Artikel 5 des verfassungsausführenden Gesetzes (loi organique) Nr. 99–209 vom 19. März 1999 dazu berechtigt, eine Flagge für Neukaledonien zu wählen, hat dies aber bisher nicht getan.
An den Bürgermeisterämtern der Gemeinden mit FLNKS-Mehrheit weht schon seit lange vor dem 13. Juli 2010 diese Parteiflagge, oft anstatt der Flagge der Republik, und nicht zusätzlich.
Diese Flagge wird auch als Emoji-Symbol dargestellt. (🇳🇨)

## Gebietskörperschaften
Neukaledonien teilt sich seit 1988 in drei Provinzen, die über eigene Flaggen verfügen.

Nordprovinz
Südprovinz
Loyalitätsinseln